# Errolosteus
Errolosteus is een geslacht van uitgestorven buchanosteïde arthrodire placodermen. De fossielen zijn gevonden in zeelagen uit het Emsien van New South Wales, Australië. Het holotype van Errolosteus goodradigbeensis werd in hetzelfde artikel beschreven als zijn sympatrische verwant Arenipiscis. Errolosteus kan worden onderscheiden door een relatief korte, brede schedel.
De typesoort Errolosteus goodradigbeensis is in 1981 benoemd door Gavin Charles Young. De geslachtsnaam eert Errol Ivor White. De soortaanduiding verwijst naar de rivier de Goodradigbee. Het holotype is ANU 21806, een stuk schedeldak.